# Block-système
 (novembre 2013).
Si vous disposez d'ouvrages ou d'articles de référence ou si vous connaissez des sites web de qualité traitant du thème abordé ici, merci de compléter l'article en donnant les références utiles à sa vérifiabilité et en les liant à la section « Notes et références ».
Pour les articles homonymes, voir Cantonnement.

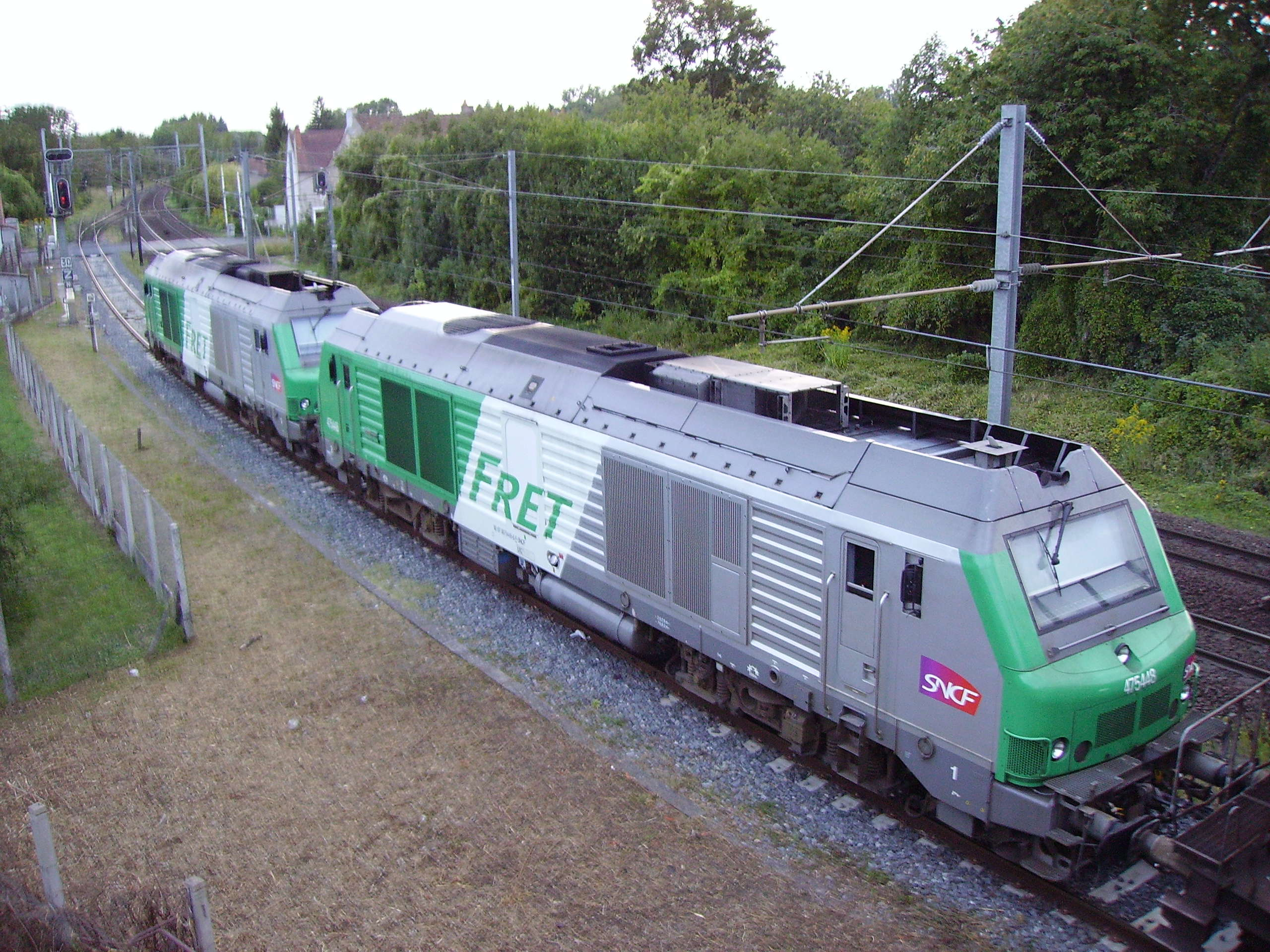
Unité multiple de deux locomotives diesel-électriques BB 75000 tractant un train de fret sur le canton sud de la gare de Cosne-sur-Loire.

Le block-système, block d'espacement ou cantonnement est le moyen généralement employé pour assurer un espacement suffisant entre deux convois circulant dans le même sens sur une voie ferrée donnée.

## Historique
Lors de la création des premiers réseaux de chemin de fer, au début du XIXe siècle, les convois ont de faibles vitesses et circulent donc en marche à vue, comme les véhicules routiers. Cependant, dès les années 1850 apparaît la nécessité de réguler la circulation des convois car leur nombre augmente et les vitesses pratiquées sont déjà importantes, de l'ordre de 50 à 60 km/h. Or, à une telle vitesse, le faible coefficient d'adhérence des roues des convois sur les rails, ne permet plus d'obtenir dans certains cas (courbes, rails humides…) l'arrêt du convoi sur la partie de voie visible par le mécanicien.
Il est alors convenu de pouvoir prévenir le conducteur d'un convoi, suffisamment tôt, de la présence d'un obstacle à sa marche (convoi précédent…) par un signal conventionnel. Au début, on place des agents (cantonniers) le long des voies pour prévenir les trains d'un ralentissement ou d'un arrêt sur la voie. D'abord en vue les uns des autres, ils sont ensuite plus espacés à mesure que les moyens de communication s'améliorent (télégraphe…).

## Principe
La voie est divisée en portions, appelées « sections de block » ou « cantons », ne devant normalement admettre qu'un unique convoi. Chacune est protégée par un signal (en signalisation latérale) placé à son entrée.

### Block-système à voie fermée
C'est le système original. Un signal n'est ouvert pour permettre le passage d'un convoi que si la section en aval est libre.
Lorsque le convoi pénètre dans la section aval, le signal revient à la position fermée (indication « arrêt »), manuellement ou automatiquement ; ainsi le convoi qui suit sera arrêté au pied du signal.
Les signaux sont donc fermés par défaut et le franchissement des signaux fermés (en cas d'avarie) nécessite toujours l'autorisation de l'agent qui les commande.

### Block-système à voie ouverte
L'automatisation de la signalisation permet de concevoir le fonctionnement inverse : les signaux sont ouverts « sauf » si la section est occupée. Ainsi, si deux convois se suivent sur un tronçon à voie ouverte, le second voit les signaux s'ouvrir au fur et à mesure que le premier dégage les sections en aval, et ce sans la moindre action humaine.
Le franchissement des signaux à l'arrêt peut dans certains cas (voire systématiquement dans certains pays) être réalisé sans requérir d'autorisation.

## En France

### Évolution
Au début, « des cantonniers » agissent sur des signaux fort haut perchés, appelés « sémaphores », et répartis tous les 5 à 10 km. Ces sémaphores possèdent une aile de couleur rouge, rabattue vers le bas en absence de circulation, et présentée horizontalement lorsque le canton est occupé.
Le cantonnement des trains reste longtemps manuel, assuré par les cantonniers ; les nombreuses cabines d'aiguillage et de cantonnement se détachant à profusion sur les nombreux kilomètres de bifurcations et autres lignes. Dans les années 1880 apparaît le block manuel enclenché dont la serrure bloquant le sémaphore est déverrouillée par le poste aval.

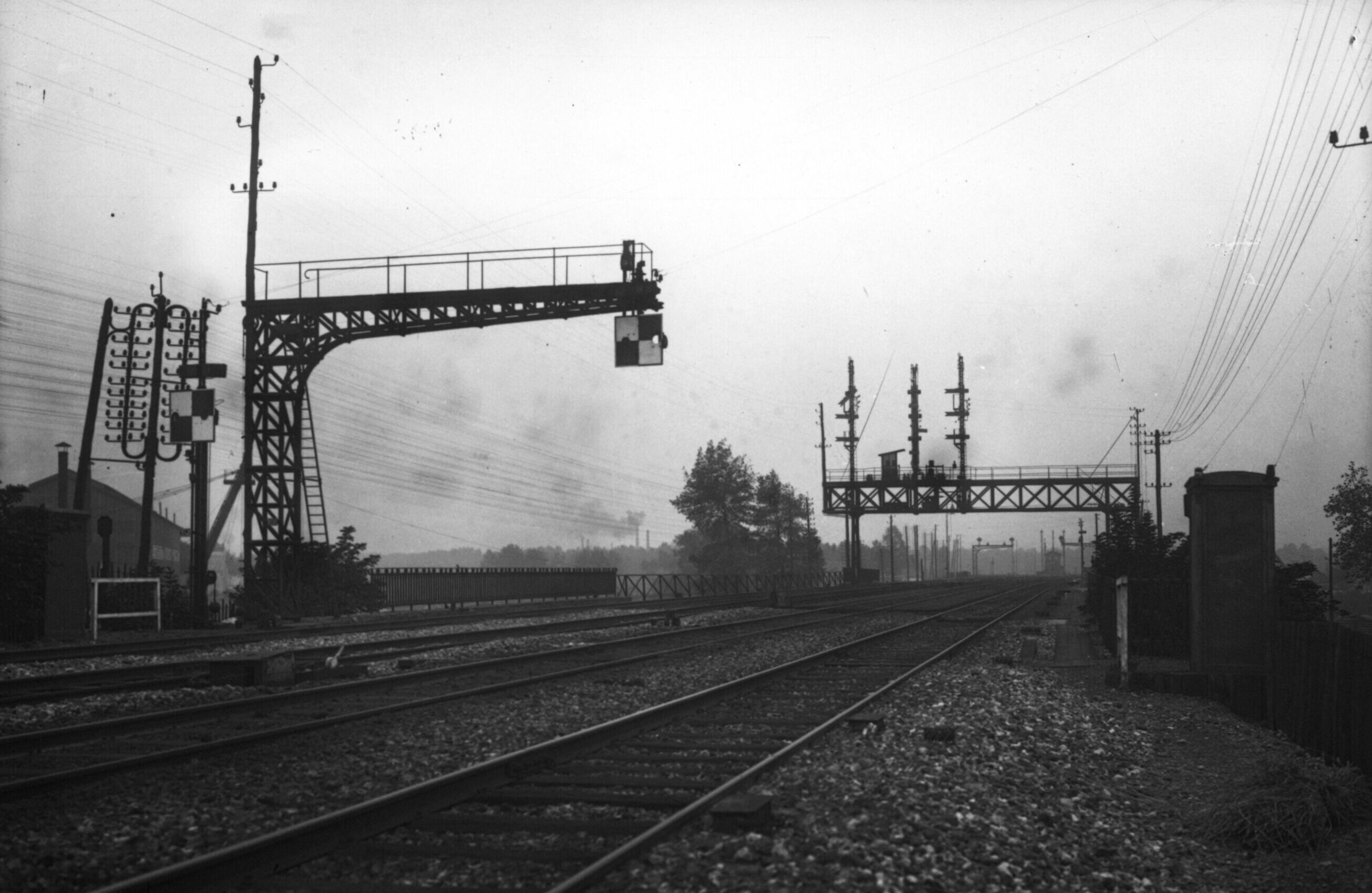
Mât, potence et portique de signalisation, sur une ligne de la gare Saint-Lazare en 1910.

Ces types de cantonnement, n'existent plus dans leur état d'origine, étant uniformisés par l'intéressement des circulations : pour rendre la voie libre, le convoi doit avoir « attaqué une pédale de voie » (actionné un contact installé sur la voie) confirmant son passage effectif.
On peut trouver encore du block manuel uniformisé sur la ligne Chambéry-Grenoble (block manuel Sud-Est, uniformisé en 1954), sur la ligne Nantes-Bordeaux (block manuel Nantes-Bordeaux) ou encore sur la ligne Amiens-Boulogne (block manuel Lartigue).

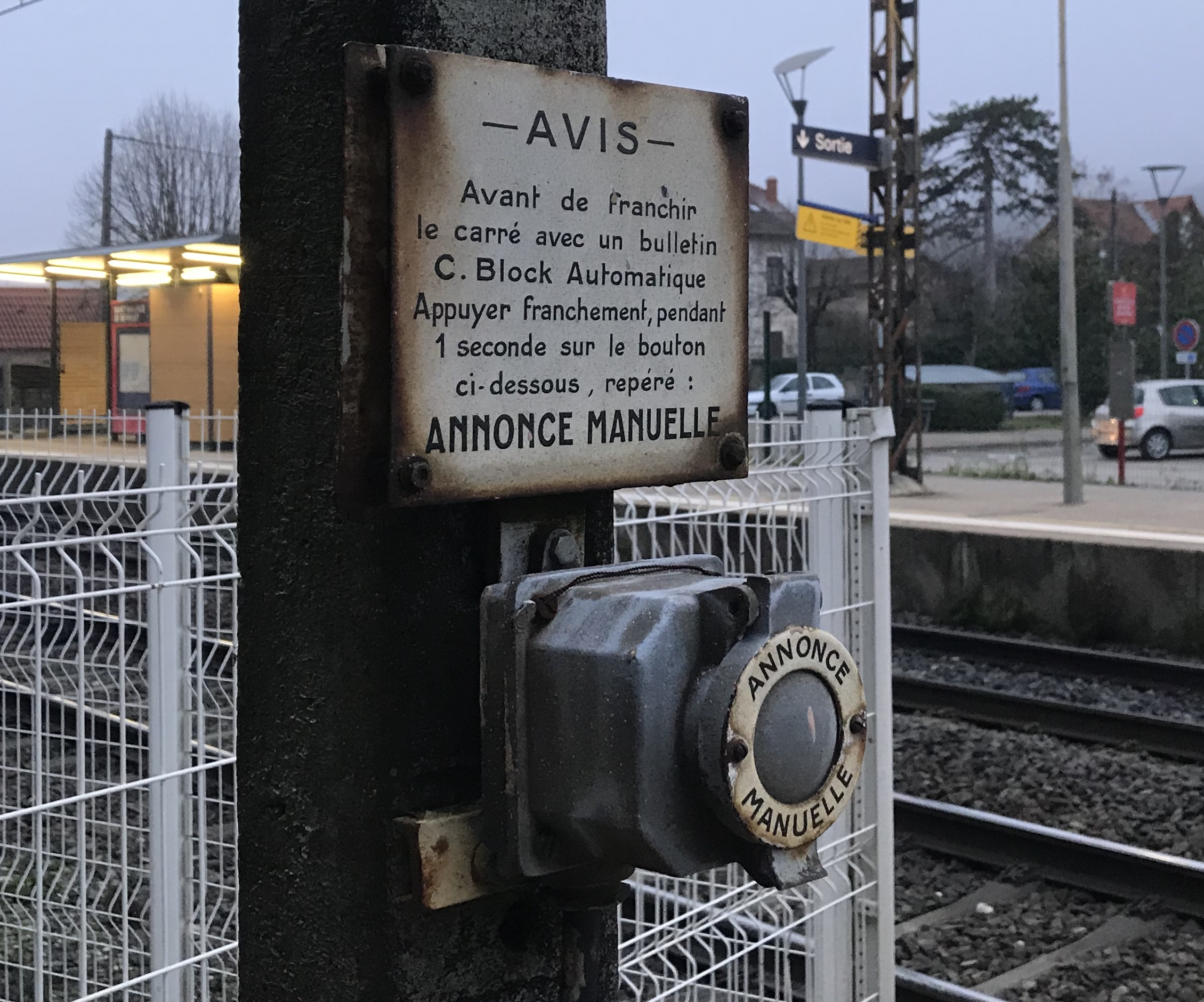
Block automatique, avis d'annonce manuelle, gare de Saint-Maurice-de-Beynost.

La dernière évolution du block manuel est le « block manuel de voie unique miniaturisé », à la suite de l'accident ferroviaire de Flaujac en août 1985. Il impose à l'agent de circulation de la gare A devant envoyer un train vers la gare B, d'effectuer avant un test ligne (test de condition block), consistant à s'assurer, avant l'ouverture du sémaphore du canton, qu'il n'y a pas de train engagé sur la voie unique entre A et B.
Il existe des lignes non équipées de système de block, où la sécurité repose sur la transmission de dépêches, soit écrites (cantonnement téléphonique, avec interdiction de circulation de trains voyageurs), soit informatisées (cantonnement assisté par informatique, ou CAPI). Un détecteur électromécanique permet toutefois le maintien d'un minimum de sécurité.
Le block automatique apparaît dès les années 1900. Des circuits de voie ou des compteurs d'essieux assurent le cantonnement. Le circuit de voie est une injection de courant dans les deux files de rail dont la mise en court-circuit entraîne une présentation de zone occupée (CdV électrique). Le compteur d'essieux les compte à l'entrée et les décompte en sortie ; un total nul indique que la section est libre. On distingue divers blocks automatiques : block absolu (impossibilité de pénétrer en canton occupé), block automatique à permissivité restreinte (pénétration en canton occupé par ordre verbal), block automatique lumineux (pénétration en canton occupé autorisé).

### Longueur
La longueur des cantons varie en fonction de la fréquentation de la voie, de son régime d'exploitation et du système de cantonnement. La longueur du canton va de 1 500 m (deux fois la longueur maximum d'un train de marchandise, qui est de 750 m), rarement moins, sur les portions de ligne très fréquentées, à plusieurs kilomètres (parfois plus de 20 km en block manuel). L'entrée du canton est précédée par des signaux qui empêchent les trains de se rattraper (voir risques ferroviaires) en avertissant le mécanicien et l'électronique de sécurité de la présence d'un train dans la distance d'arrêt, par exemple le canton suivant.
La longueur des cantons est variable selon les caractéristiques géométriques de la ligne et la densité du trafic. En effet, des cantons trop longs réduisent fortement la capacité de la ligne, mais leur longueur doit être suffisante pour permettre le ralentissement et l'arrêt des trains. En effet, en block automatique lumineux, la longueur d'un canton doit permettre l'arrêt des trains, d'où une longueur de 1 500 m au minimum. Sur des lignes très chargées (tunnel sous la Manche, tronçon central du RER A, lignes de TGV), des systèmes de transmission voie-machine permettent de réduire la longueur des cantons, en répartissant le freinage sur plusieurs cantons.
Cas particulier : dans la jonction Nord-Midi de Bruxelles, où ne circule aucun train de marchandises, il n'y a pas lieu de tenir compte de la longueur de ceux-ci ; de plus, cette ligne comporte cinq gares (donc au moins quatre sections) sur 3,8 km et les cantons y sont particulièrement courts (environ 600 m), ce qui explique que la vitesse y soit limitée à 50 km/h.

### Matérialisation

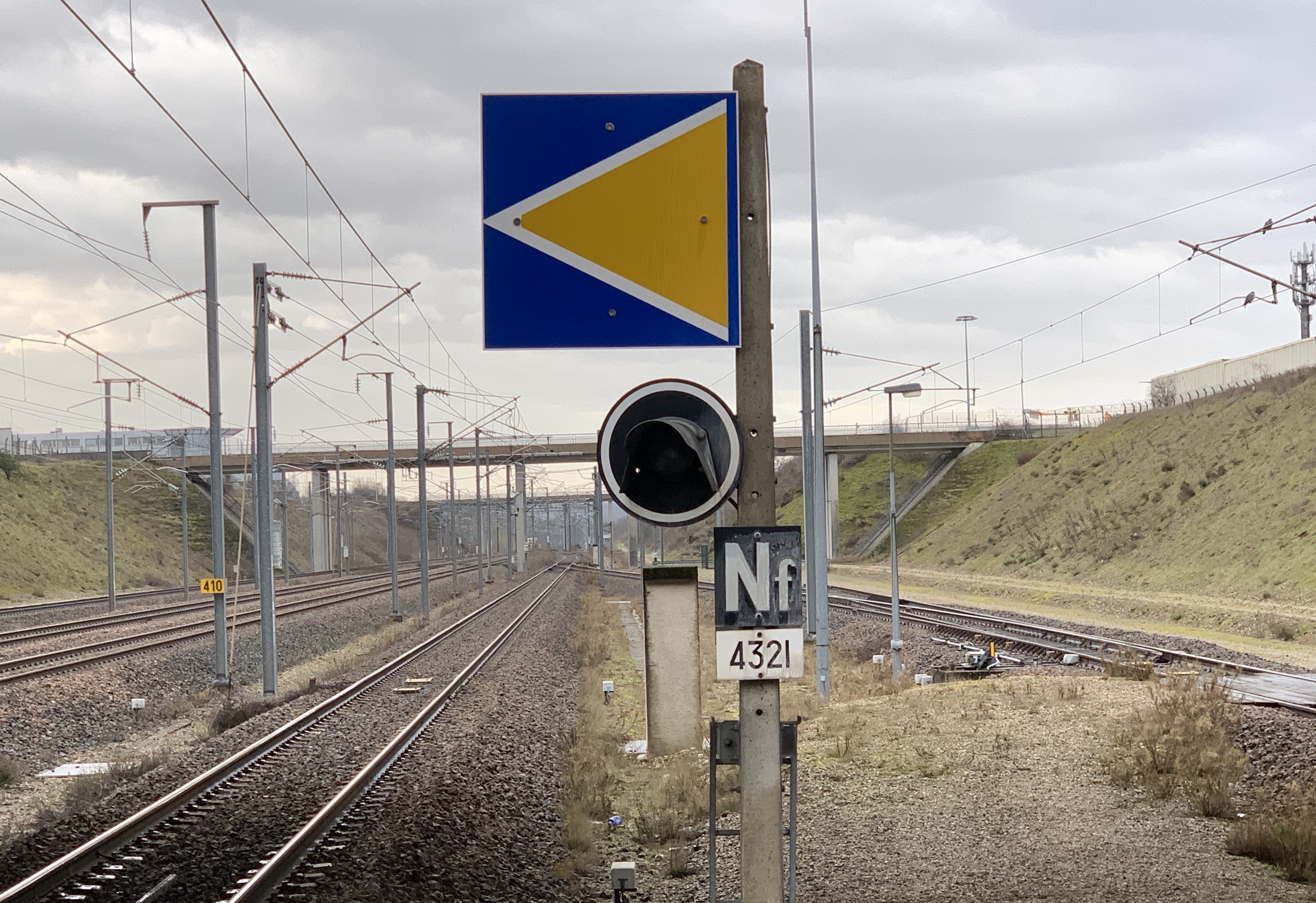
Repère de canton de ligne à grande vitesse (triangle jaune sur fond bleu), gare de Lyon-Saint-Exupéry TGV

En France, en signalisation classique, le canton débute par un signal de cantonnement, le sémaphore. Celui-ci est fermé dans le cas où le canton est occupé. Le mécanicien est prévenu du sémaphore fermé (donc d'un canton occupé) par un avertissement fermé à distance suffisante pour effectuer un freinage.
En Belgique, le principe est le même mais la terminologie et l'aspect des signaux sont différents (voir l'article Signalisation ferroviaire en Belgique).
Sur les lignes à grande vitesse, en l'absence de signaux le long de la voie (la signalisation est embarquée), les cantons sont matérialisés sur le bord de la voie par des repères spécifiques (triangle jaune bordé de blanc sur fond bleu).

### Franchissement des signaux fermés

#### Cantonnement absolu
La règle de n'avoir qu'un train par canton est appliquée strictement.
Le franchissement des signaux de block fermés n'est possible que dans les cas d'avarie au block ou de détresse d'un train (secours). Il nécessitera toujours l'autorisation d'un agent du service de la circulation :
- en block manuel : par l'agent qui commande les signaux ;
- en block automatique : exploitation en cantonnement téléphonique (ordres et dépêches).

#### Cantonnement permissif

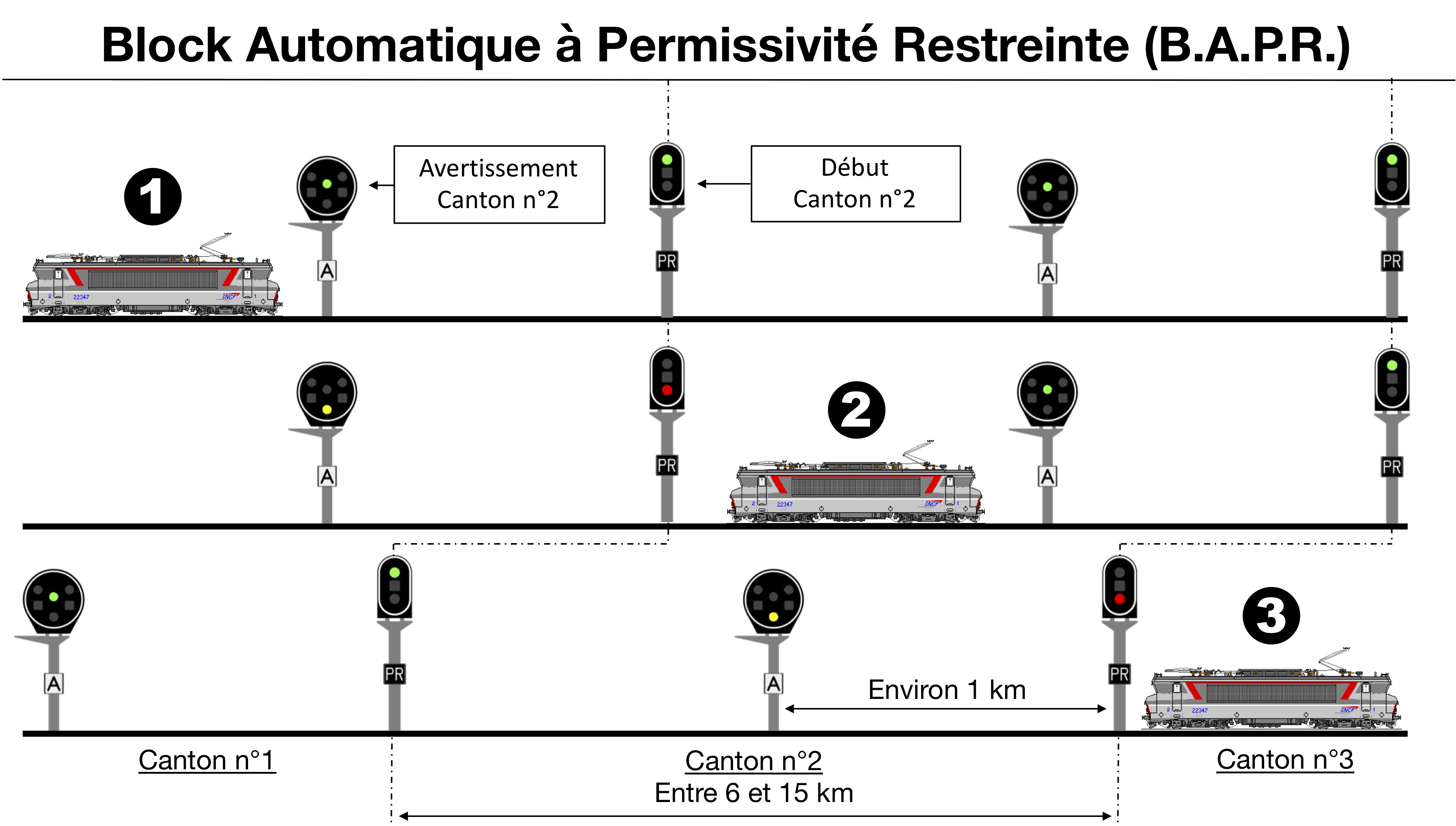
Schéma de principe du cantonnement automatique à permissivité restreinte (BAPR).

Les trains peuvent pénétrer en canton occupé, sous conditions particulières, comme dans le cas du « block automatique à permissivité restreinte » (BAPR). Cela implique notamment de respecter la marche à vue, c'est-à-dire que le conducteur doit être en mesure d'arrêter son train devant tout obstacle imprévu et que, en conséquence, la vitesse est limitée à 30 km/h.
Les conditions de franchissement des signaux de cantonnement à l'arrêt sont variables :
- franchissement systématique ou non ;
- autorisation requise du régulateur ou à l'initiative du conducteur du train ;
- franchissement immédiat ou après un délai d'attente ;
- franchissement après arrêt au signal fermé ou sans arrêt (passage à vitesse réduite).

Ces conditions peuvent être combinées entre elles.

## En Belgique
Les sections sont de taille très variable, suivant l'intensité du trafic sur la ligne ; sur les lignes moins fréquentées, il est fait usage de signaux d'arrêt simples et d'avertisseurs (voir la signalisation ferroviaire belge), et les sections peuvent atteindre de nombreux kilomètres ; si l'utilisation de la ligne est plus importante, les sections seront plus courtes, les signaux plus rapprochés, jusqu'à ce que la distance entre un signal d'arrêt et l'avertisseur qui suit soit trop faible : on fait alors usage de signaux combinés (un signal d'arrêt qui fait également fonction d'avertisseur pour le signal suivant). Dans ce cas, la longueur des sections pourra être égale à la distance de freinage prévue entre un signal avertisseur et un signal d'arrêt (qui dépend de la vitesse maximale sur la ligne — la « vitesse de référence » — et du type de convois qui la parcourent : voyageurs, marchandises) ; s'il est impossible d'obtenir une section de la taille suffisante, on aura une « courte section » (voire une « très courte section »), signalisée de manière spécifique.
Il est fait usage du block-système à voie ouverte et à voie fermée en alternance, les zones où se trouvent des appareils de voie étant protégées par des signaux « desservis » (normalement voie fermée) tandis que les tronçons qui les séparent sont généralement équipées de signaux « non desservis » (voie ouverte). Le franchissement de ces derniers s'effectue — pour la plupart — sans ordre et en marche à vue, le franchissement des premiers étant subordonné à l'autorisation de l'agent responsable de la sécurité (Safety Controller).

## L'avenir
Des systèmes de « block mobile » sont appelés à être utilisés de plus en plus, et sont déjà en service sur le RER parisien par exemple. Le Système européen de contrôle des trains (ETCS) niveau 3, lorsque les spécifications seront établies, sera également un système de signalisation en cabine permettant l'usage du block mobile.
Dans ce système, on ne définit plus de sections sur le terrain et l'espacement entre les trains est calculé en temps réel par ordinateur, ce qui permet une plus grande concentration et donc un usage plus intensif de la ligne.